# Slottsvillan

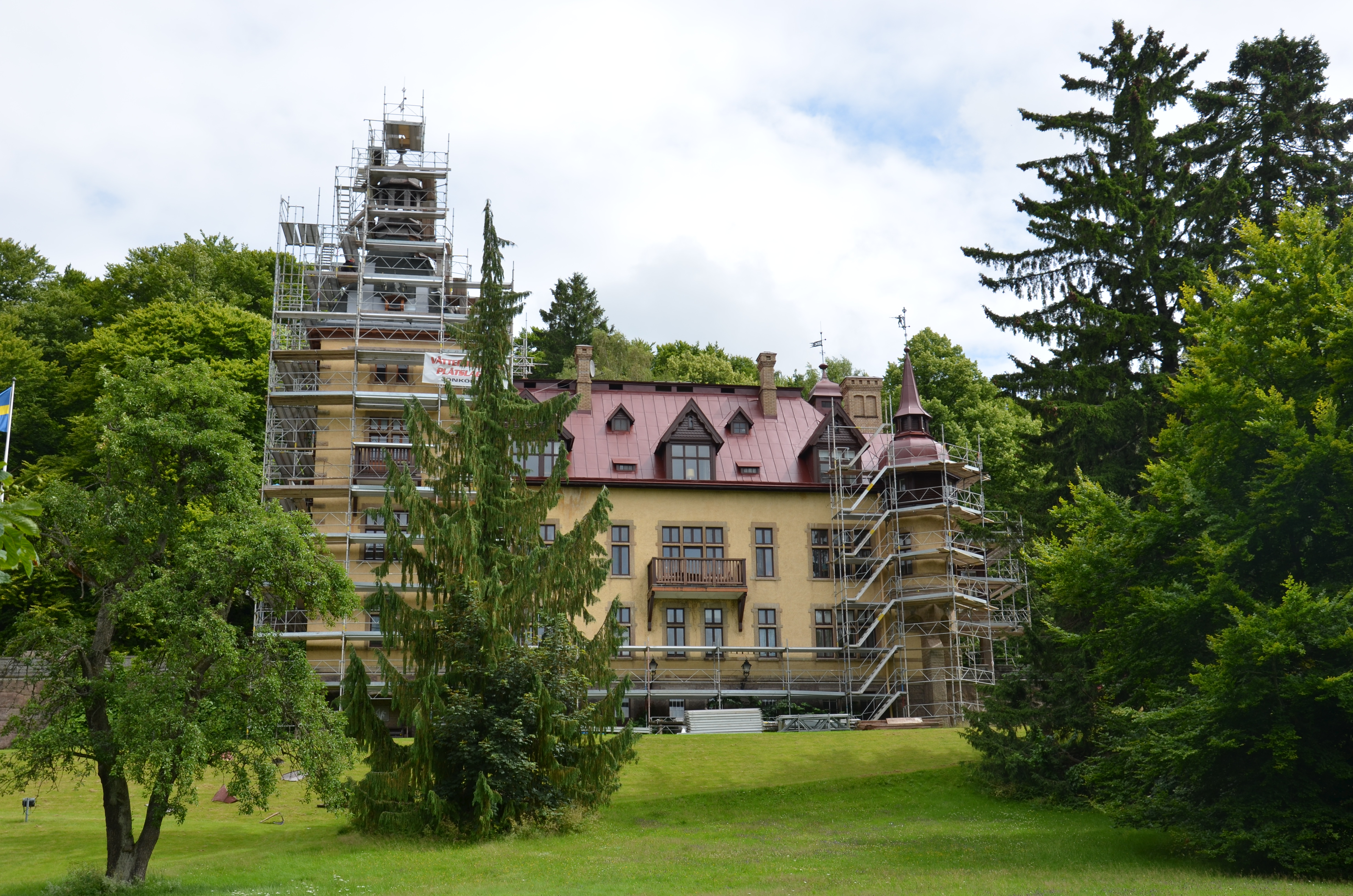
Slottsvillan i juli 2012.

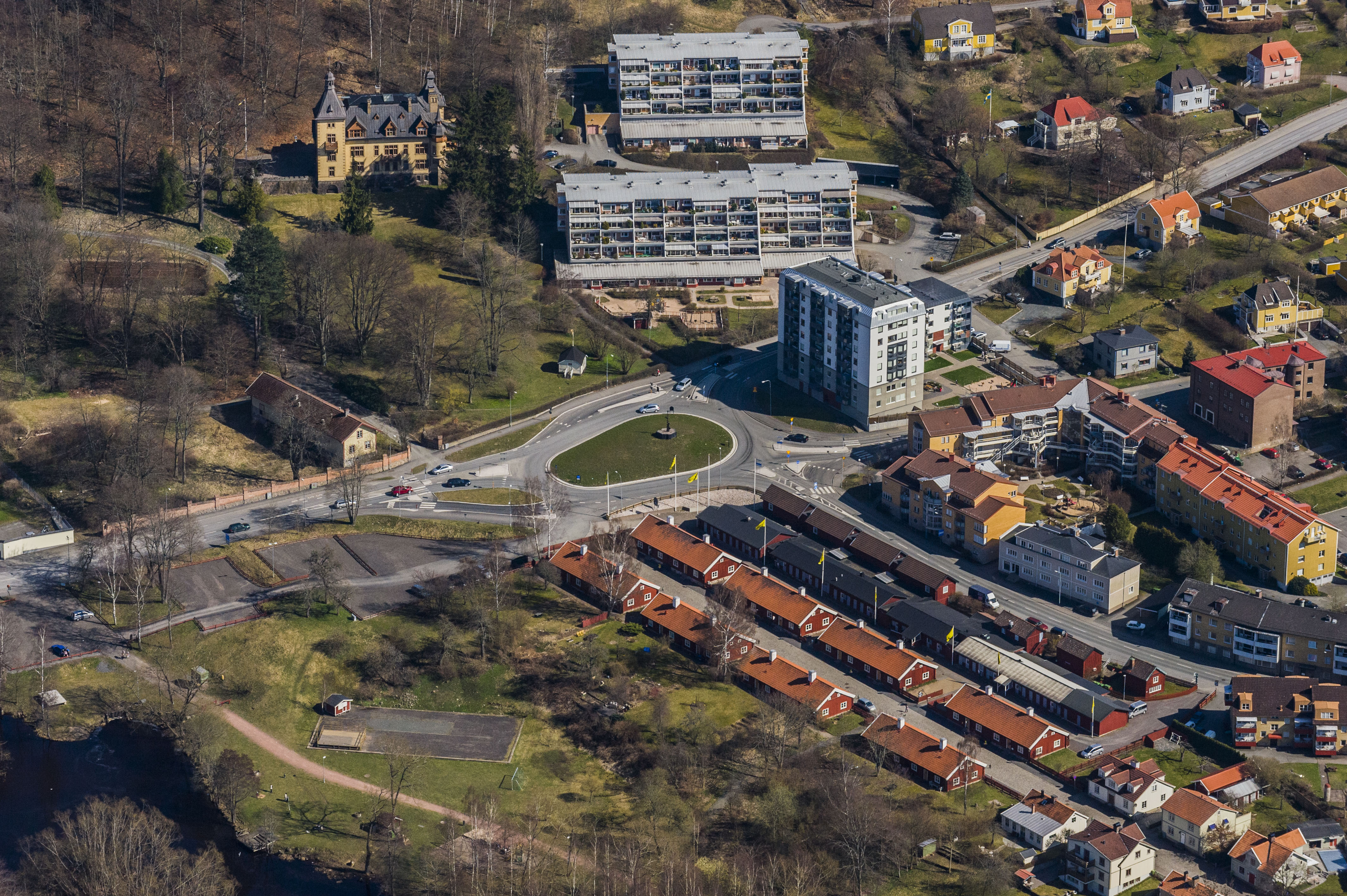
Slottsvillan från luften. I nedre delen ligger Smedbyn. Till höger om trafikrondellen ligger "Åbäket".

Slottsvillan är en byggnad i Huskvarna.
Slottsvillan byggdes 1895–96 som disponentbostad åt Wilhelm Tham vid Husqvarna vapenfabrik och ersatte en äldre, nu riven brukspatronsbostad i Bruksgatans förlängning. Det ritades av Fredrik Sundbärg och är asymmetriskt utformad med ett fyrkantigt torn i nordväst och ett runt torn i sydväst. Det är byggt av sten i tre våningar med en spritputsad fasad och med dörr- och fönsteromfattningar av kalksten. Den är, liksom parken, utformad efter engelska ideal.
Slottsvillan har 21 rum på sammanlagt 900 kvadratmeter.
Byggnaden är sedan 1992 byggnadsminne. Huset är privatägt, men den nedre delen av parken ägs av Jönköpings kommun.